# Pritaneo

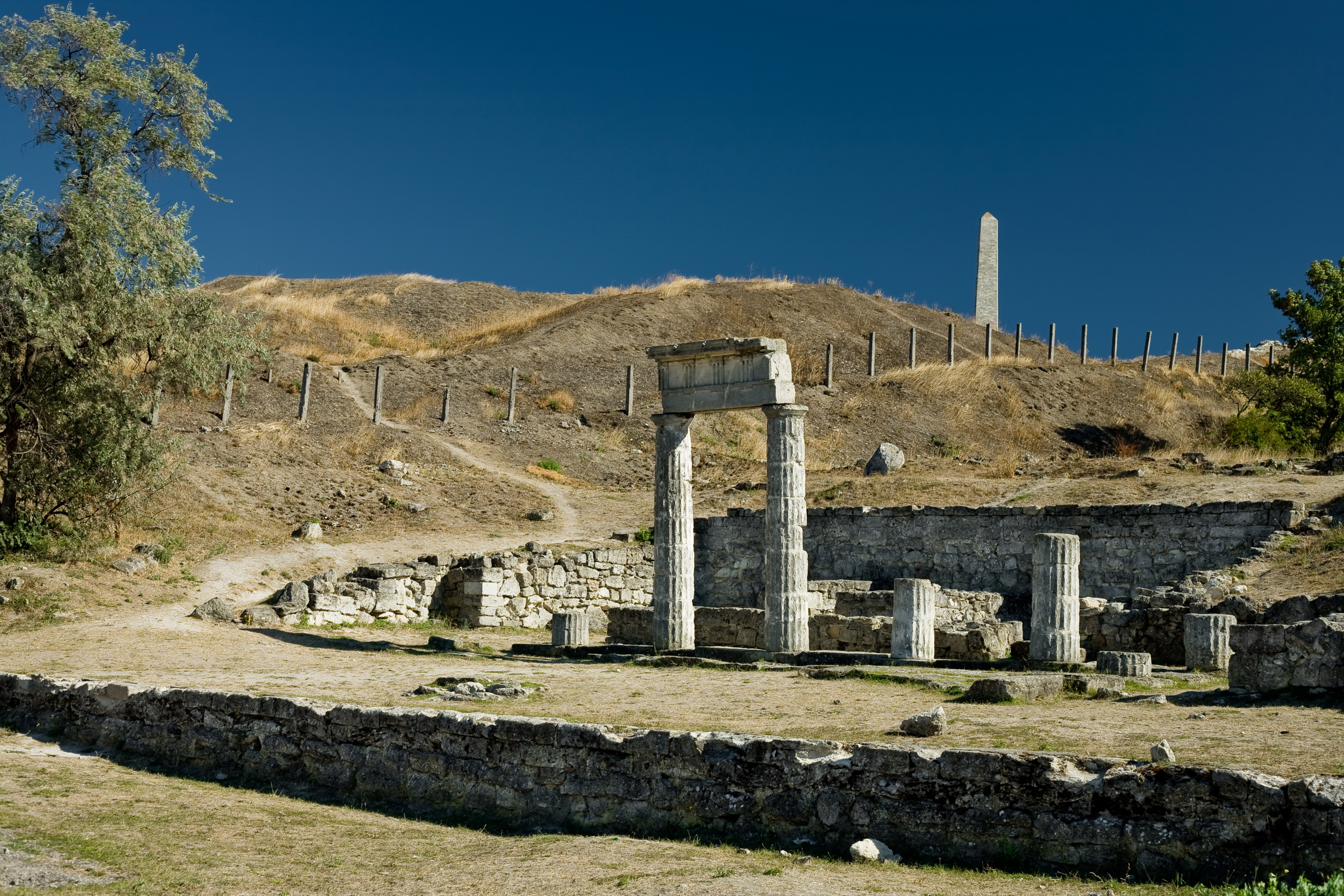
Pritaneo di Panticapeo, II secolo a.C., Kerč', Ucraina.

Il pritaneo (in greco antico: πρυτανεῖον?, prytaneion, "presidenza") era, nell'antica Grecia, l'edificio pubblico dove in origine era ospitato il primo magistrato della città (pritano; vi era custodito il focolare sacro della città e potevano esservi accolti ospiti di particolare riguardo o cittadini benemeriti).

## Origine e funzione
L'edificio tuttavia aveva un ruolo molto più ampio, in quanto rappresentava il focolare e il cuore della città, dove si trovava il fuoco sacro che non si spegneva mai. Simbolo della continuità della città, consacrato ad Estia, dea del focolare, della casa e della famiglia, il pritaneo era il cuore simbolico e politico della pólis: in esso sedevano i magistrati, si accoglievano gli ambasciatori e si celebravano le cerimonie pubbliche, si prendeva il fuoco per fondare le colonie (e il loro pritaneo), si tenevano i sacrifici solenni e le offerte agli dei.
Ad Atene, il Pritaneo non va confuso con la Thòlos (Θόλος) dell'agorà dove i pritani, eletti dalle tribù di Atene per assicurare la presidenza della bulè (assemblea ristretta), vivevano e lavoravano; il Pritaneo era invece un edificio più antico, situato alle falde settentrionali dell'Acropoli. In origine vi si riunivano i pritani, intesi in senso arcaico come sommi magistrati della costituzione ateniese precedente alla riforma di Clistene.
Successivamente, pur mantenendo la funzione di custodire il fuoco sacro, l'edificio fu adibito ad accogliere i cittadini onorati del δεῖπνον, il pranzo offerto per merito dalla città, mentre la sede dei pritani fu trasferita nell'Agorà. Chi veniva onorato di sedere continuativamente alla mensa comune ( il δεῖπνον infatti valeva per un solo pasto), cioè chi godeva del privilegio della σίτησις (vitto), era anche detto parassito, con il significato di "mangio insieme, sono commensale". Plutarco (Solon, 24) riferisce di cittadini illustri mantenuti a spese dello Stato nel Pritaneo come ad esempio Cleone che venne onorato del privilegio del vitto dopo la vittoria contro i Lacedemoni nella Battaglia di Sfacteria, nel 425 a.C., durante la Guerra del Peloponneso.